# Fabius Brest
Germain Fabius Brest (Marsiglia, 31 luglio 1823 – Marsiglia, 5 novembre 1900) è stato un pittore francese, orientalista.

## Biografia
Nato a Marsiglia, Germain Fabius Brest studiò pittura con Émile Loubon nella sua città, quindi si recò a Parigi e divenne allievo di Constant Troyon.

Consigliato da Loubon, che aveva soggiornato in Palestina e ne era rimasto profondamente colpito, Brest fece un lungo viaggio in Turchia, dove si fermò per quattro anni, dal 1855 al 1859. Tornò con numerosi lavori sui paesaggi di quella terra.

L'oriente, e soprattutto l'architettura orientale, rimasero le sue principali sorgenti d'ispirazione per tutta la vita. Morì a Marsiglia nel 1900, a 77 anni.

## Opere

### Opere nelle collezioni pubbliche
- Musée des beaux-arts de Béziers : La place de l'At-Meïdan à Constantinople
- Musée de l'Échevinage de Saintes : Les Bords du Bosphore à Bebeck.
- Museo d'arte di Tolone : Le Plan d'Aups
- Museo di belle arti di Marsiglia : Un caravansérail à Trébizonte[3]; Vue de Constantinople, côté Asie[4]; Vue de Constantinople, côte d'Europe[5]; Vue de Constantinople[6].
- Musée des beaux-arts de Nantes : Vue de Constantinople[7].
- Musée du quai Branly : Café Maure à Alger, café des platanes
- Musée des Beaux-Arts de Pau : Rue de la colonne brûlée à Constantinople[8].

## Galleria d'immagini

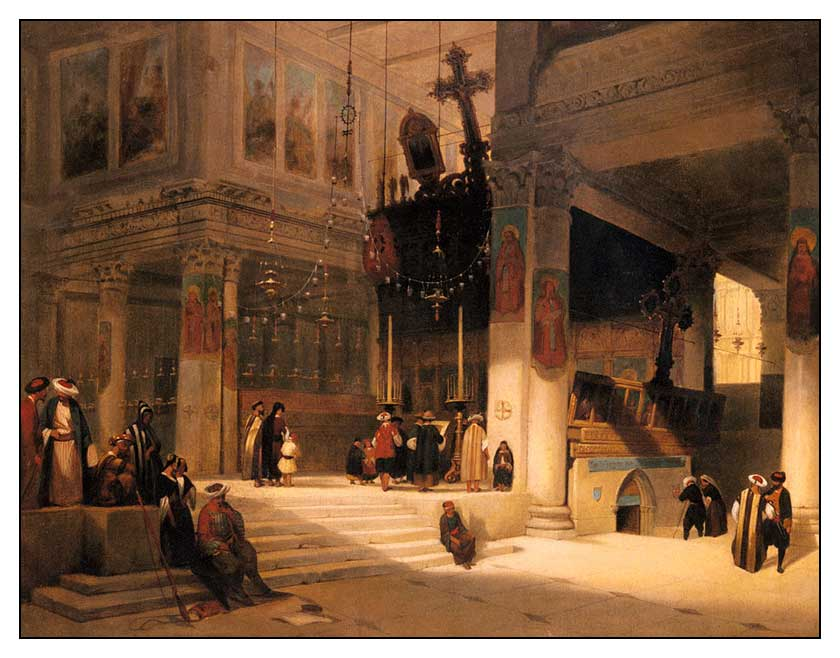
Interno di una chiesa a Costantinopoli
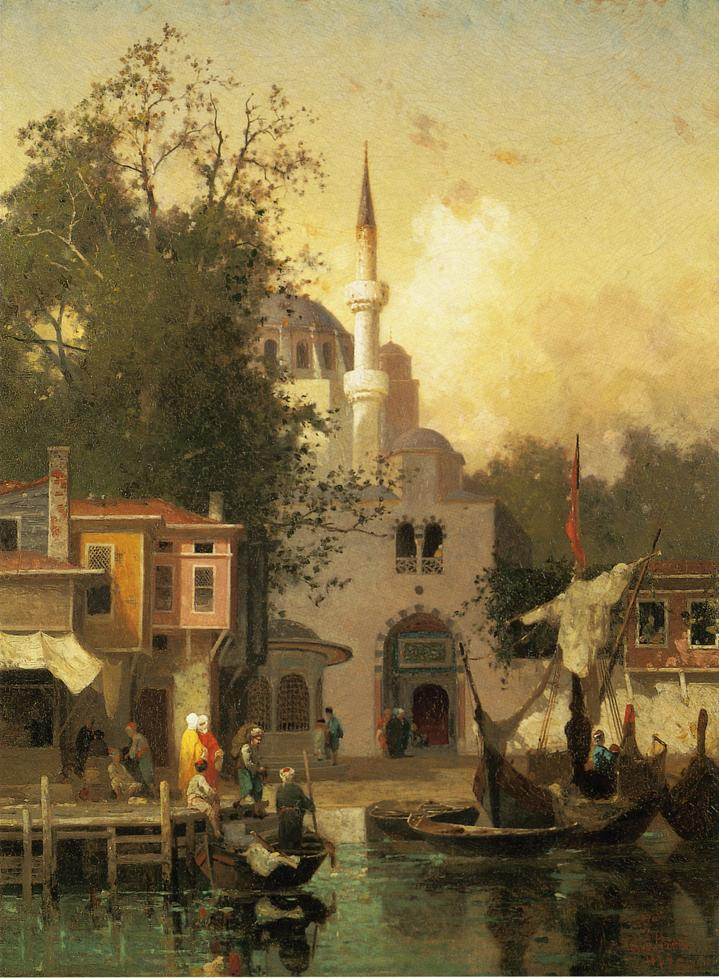
Vista di Costantinopoli
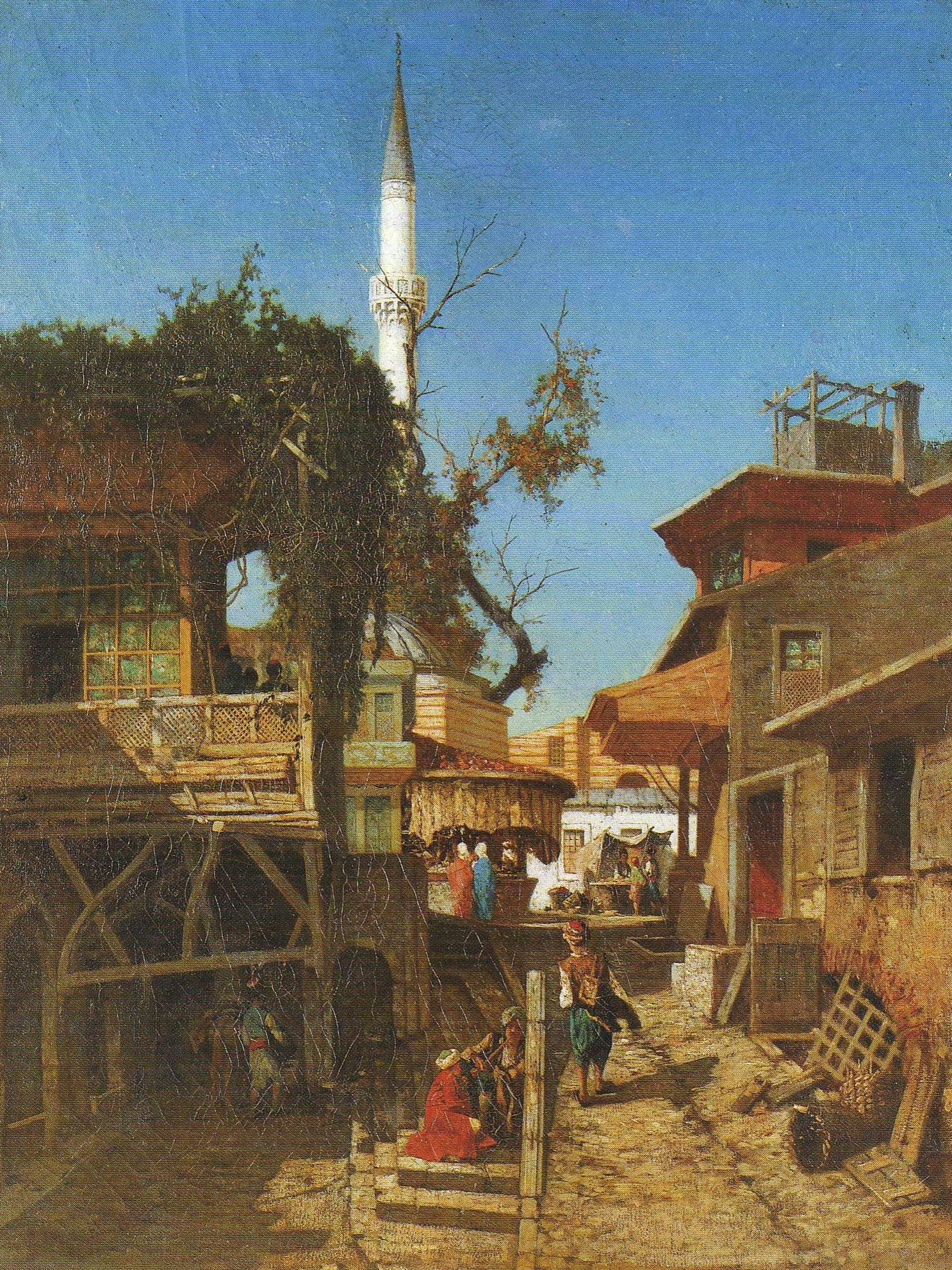
L'incrocio di Santa Sofia a Costantinopoli
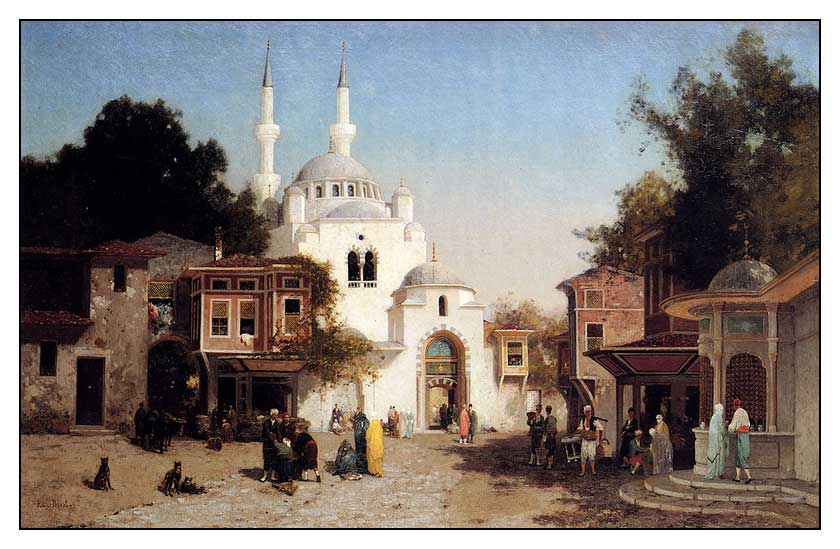
Moschea a Costantinopoli
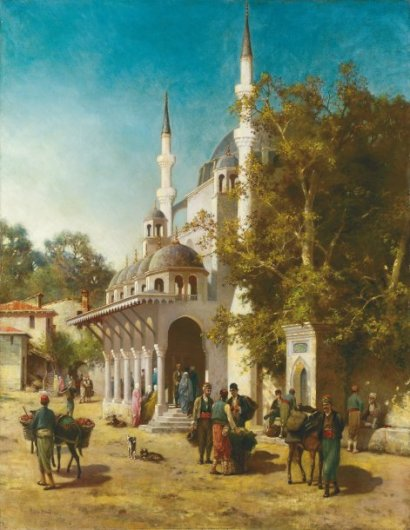
Ingresso di una moschea a Costantinopoli
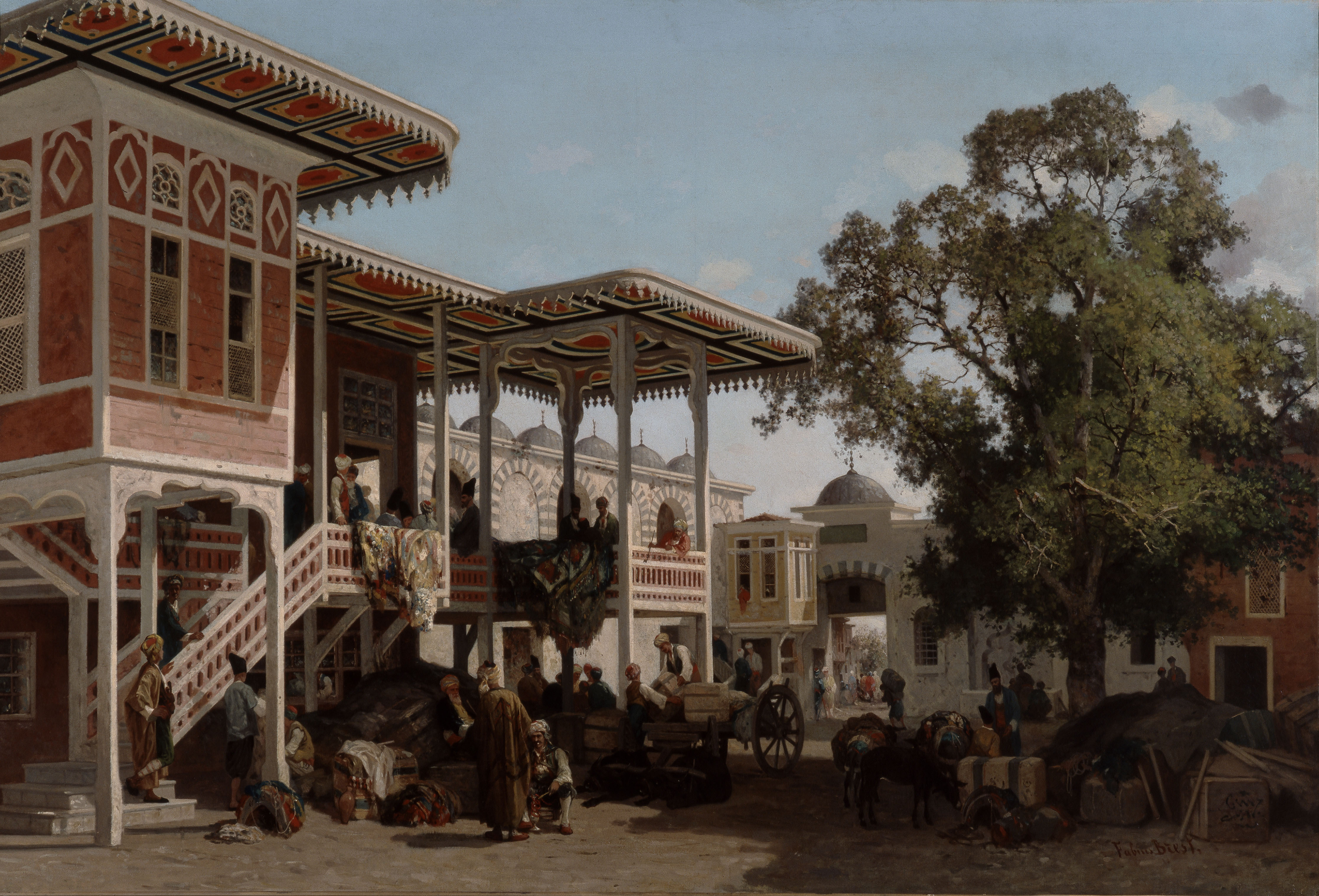
Caravanserraglio a Trebisonda